# Pogrom w Brzeżanach
Pogrom w Brzeżanach – pogrom dokonany 6 lipca 1941 roku przez Ukraińców i Niemców na żydowskich mieszkańcach Brzeżan.

W ostatnich dniach czerwca 1941 roku, po wybuchu wojny niemiecko-sowieckiej, funkcjonariusze NKWD zamordowali w miejscowym więzieniu od 174 do 300 więźniów. Zwłoki zamordowanych Sowieci zakopywali na terenie i nieopodal zamku w Brzeżanach oraz wrzucali do rzeki Złota Lipa.
Enkawudziści oraz strażnicy więzienni opuścili Brzeżany w nocy z 30 czerwca na 1 lipca; miasto zostało zajęte przez Wehrmacht 4 lipca 1941 po dwudniowych zaciętych walkach. Odnalezienie zwłok ofiar NKWD wywołało wzburzenie ukraińskiej ludności i skutkowało pogromem Żydów, których zgodnie ze stereotypem żydokomuny oskarżono o wspieranie władzy sowieckiej. 
Lokalne kierownictwo OUN ukonstytuowało w Brzeżanach powiatowy komitet rewolucyjny, który zajął się tworzeniem milicji i struktur administracyjnych w powiecie. Na czele komitetu stanął Franc Babjak. Niemiecki wojskowy komendant miasta powierzył komitetowi odpowiedzialność za utrzymywanie porządku w Brzeżanach; pierwszymi jego zadaniami było uprzątnięcie gruzów i padłych zwierząt z ulic oraz pogrzebanie ciał ofiar NKWD. Do porządkowania ulic wykorzystano pod przymusem Żydów; ekshumacją zwłok zajmowali się Ukraińcy. Zidentyfikowane ciała były zabierane przez rodziny i chowane w indywidualnych grobach.
6 lipca (niedziela) Organizacja Ukraińskich Nacjonalistów zorganizowała w Brzeżanach manifestację, połączoną z pogrzebem ofiar, mającą na celu uczczenie zakończenia okupacji sowieckiej, na którą przybyły tysiące Ukraińców (według różnych wersji około 5 tys. lub 10-20 tys.), głównie z okolicznych wsi. Zdaniem Henryka Komańskiego i Szczepana Siekierki tego dnia wojskowe władze niemieckie dały Ukraińcom wolną rękę w atakowaniu Żydów („dzień swobody”). Witold Mędykowski, powołując się na świadka, twierdzi, że Niemcy przyzwalali na przemoc miejscowych wobec Żydów przez 3 dni. Z kolei Kai Struve uważa, że postawa wojskowej komendantury miasta wobec pogromu nie jest jasna.
Uroczystości zaczęto od nabożeństwa dziękczynnego, po którym zebrani przeszli na Rynek, gdzie ks. Baczynski wygłosił do tłumu "płomienne kazanie". Mowy wygłosili także Franc Babjak oraz powiatowy przywódca OUN Mychajło Semczyszyn. W zgromadzeniu brał udział niemiecki komendant miasta. Wydarzenie to zapoczątkowało pogrom. Uczestnicy manifestacji rozeszli się po mieście, wyłapując Żydów na ulicach, włamując się do żydowskich domów i atakując ich mieszkańców za pomocą pałek, noży i siekier. Dochodziło także do rabunku mienia. Według części świadków w pogromie uczestniczyli żołnierze niemieccy.
Wobec ofiar pogromu stosowano też broń palną. Tłumowi Ukraińców, który zebrał się pod budynkiem więzienia, pokazano z okna mocno pobitego mężczyznę ze słowami: "Właśnie złapaliśmy Żyda, który mordował naszych braci". Wówczas z tłumu padł strzał w stronę mężczyzny i wypadł on z okna.
Do znacznej liczby zabójstw doszło na terenach zielonych wokół zamku, w miejscu gdzie Sowieci zakopywali zwłoki. Według jednego ze świadków zabito tam około 50 żydowskich mężczyzn; według innego świadka ofiary zabijano z broni palnej lub zakopywano żywcem.
Innym wydarzeniem, które przerodziło się w pogrom, był publiczny pogrzeb 14 niezidentyfikowanych ciał ofiar NKWD (według innej wersji były to 24 ciała) na chrześcijańskim cmentarzu. Pewną grupę Żydów (w relacjach pojawiają się liczby od kilkudziesięciu do 450) zmuszono do kopania grobów i grzebania zwłok. Po wykonanej pracy zostali oni wymordowani przez tłum, według świadka łopatami. Inne relacje mówią o zamordowaniu na cmentarzu 16-20 Żydów przez Ukraińców i Niemców.

Mieszkałem 250 m od katolickiego cmentarza i widziałem jak jeden Niemiec idący przodem, a za nim kilkudziesięciu Ukraińców, prowadziło 16 Żydów. Po dojściu do cmentarza kazano im wykopać dół i położyć się w nim twarzami do dołu. Zasypywano ich żywcem ziemią. Jeżeli któryś z nich usiłował się podnieść, to bito go łopatą po głowie. Podobnych wypadków zakopywania żywcem było więcej - wspominał Jan Cisek, polski mieszkaniec Brzeżan.

Pogrom trwał jeden dzień (6 lipca), który zyskał miano "krwawej niedzieli". Następnego dnia Niemcy zezwolili Żydom na zebranie ciał ofiar pogromu a gmina żydowska oceniła liczbę zabitych na 500. Kai Struve uznaje tę liczbę za zawyżoną. Jego zdaniem w pogromie zamordowano od 100 do 300 osób. Inni badacze oceniają, że zginęło 250-300 osób.